# Bermuda-Wacholder
Der Bermuda-Wacholder (Juniperus bermudiana) ist eine Pflanzenart aus der Familie der Zypressengewächse (Cupressaceae). Er ist eine auf den Bermuda-Inseln endemische Art.

## Beschreibung

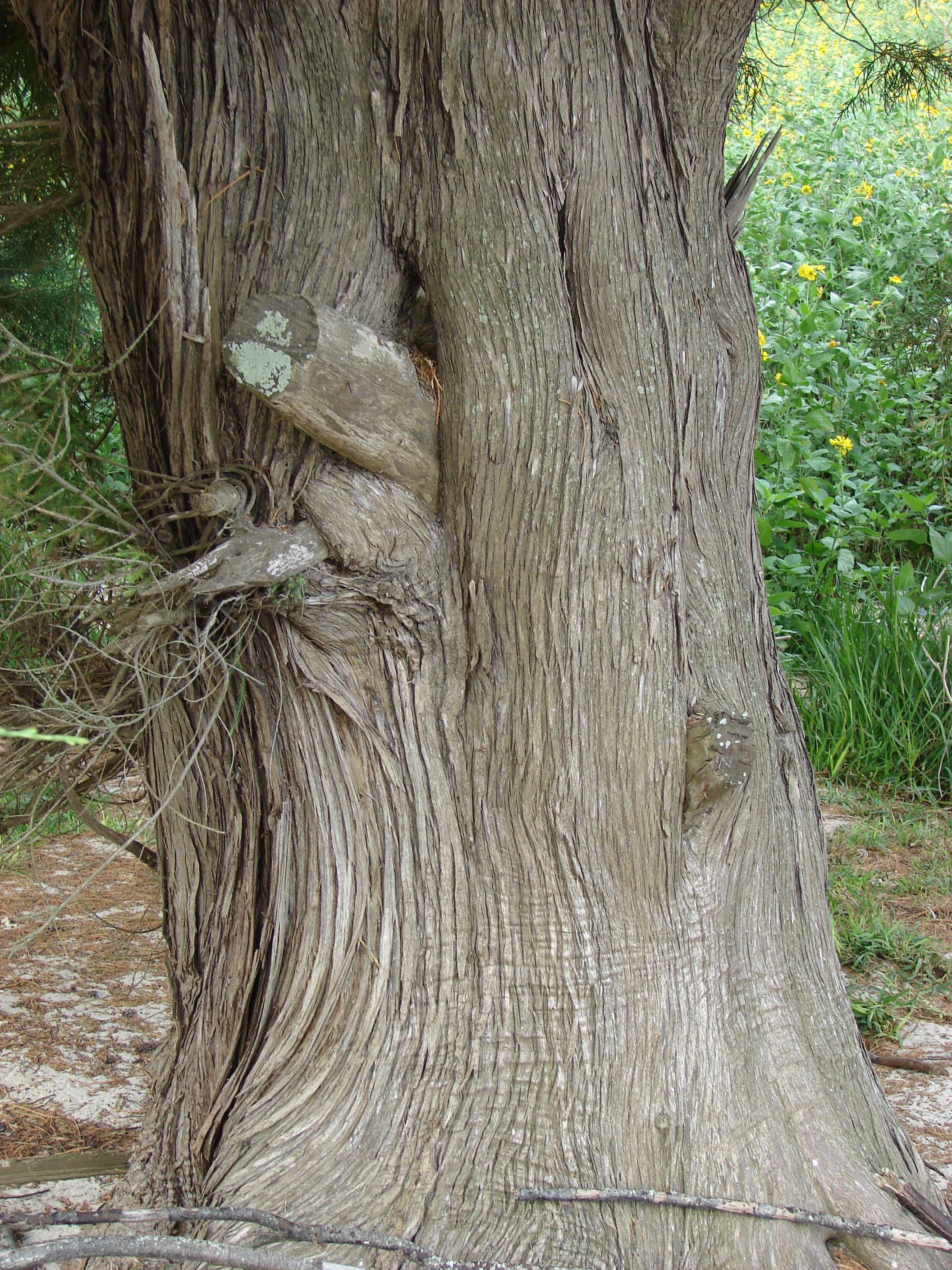
Stamm von Juniperus bermudiana

### Habitus
Der Bermuda-Wacholder wächst als immergrüner Baum mit einer Wuchshöhe von bis zu 15 Meter. Die jungen Exemplare sind kegelförmig geformt; die erwachsenen Bäume haben eine gerundete Krone und einen kräftigen Stamm. Die dünne, graubraune Stammrinde löst sich in Streifen ab. Die Äste stehen aufrecht. Die stark vierflügeligen, beblätterten und 2 bis 4 Zentimeter langen und 1,3 bis 1,6 Millimeter breiten Astzweigchen verzweigen sich in einem Winkel von 30 bis 35 Grad. Sie sind auf jungen Pflanzen und auf rasch wachsenden Zweigen herablaufend. Der Bermuda-Wacholder besitzt weitverzweigte Wurzeln.

### Blätter

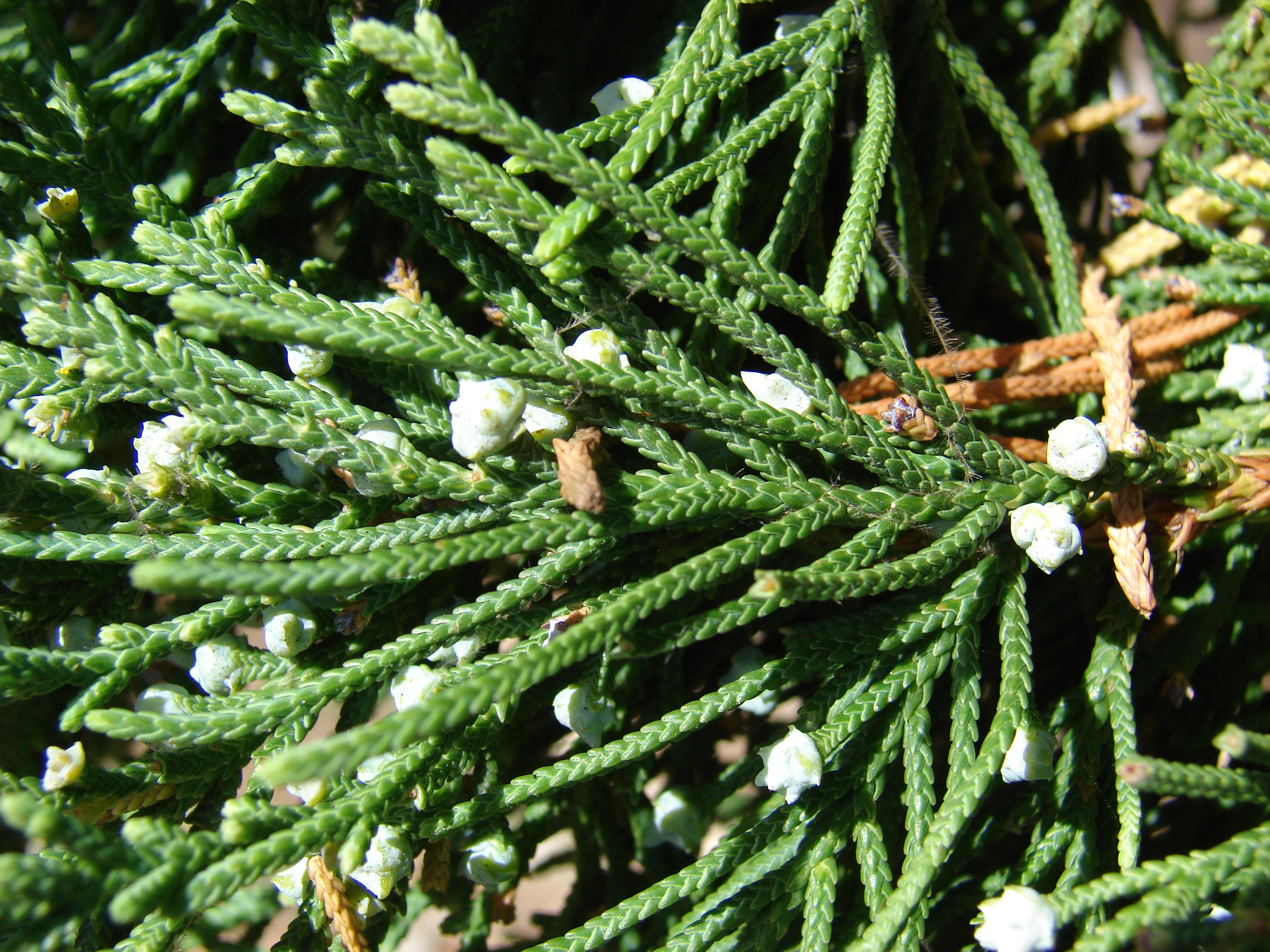
Blätter und Zapfen von Juniperus bermudiana

Die stark vierkantigen und grünen, schuppenförmigen Blätter des Bermuda-Wacholder stehen gegenständig und überlappen sich mit etwas weniger als der Hälfte ihrer Länge. Die jungen, dicht angepressten und etwa einen Millimeter langen Blätter sind schuppenähnlich mit stumpfem bis spitzem Apex; an der Blattbasis sind sie abgerundet. Die verlängerten und vertieften Harzdrüsen stehen an den schuppenähnlichen Blättern undeutlich; bei den nadelähnlichen Blättern dagegen reichen sie fast bis zu den Spitzen.

### Blüten, Zapfen und Samen
Bermuda-Wacholder sind zweihäusig getrenntgeschlechtig (diözisch). Die Blütezeit reicht von März bis April. Die Pollenzapfen sind gelb. Die fast kugeligen bis nierenförmigen Samenzapfen sind vier bis fünf Millimeter lang und sechs bis acht Millimeter breit. Sie entwickeln sich innerhalb des Jahres zur Vollreife und sind dann dunkelpurpurn und bereift. Jeder Zapfen enthält ein bis zwei (selten bis drei) Samen.

## Vorkommen und Gefährdung
Der Bermuda-Wacholder ist auf den Bermuda-Inseln endemisch und wurde auf der südatlantischen Insel St. Helena eingeführt. Er besiedelt auf Bermuda lehmhaltige Hänge.
Der Bermuda-Wacholder wird in der Roten Liste der gefährdeten Arten der IUCN als vom Aussterben bedroht (Critically Endangered) beurteilt. Er wurde hauptsächlich Opfer eingeschleppter Insekten, die zu Entlaubung und zum Absterben führten. So wurden seit etwa 1940 bis 1955 über 90 %, bis 1978 vermutete 99 % der Bestände vernichtet. Eine weitere Gefährdung ist die Konkurrenzsituation mit eingeführten Wacholderarten, die gegenüber diesen Insekten resistent sind und zudem mit dem Bermuda-Wacholder hybridisieren.

## Systematik
Juniperus bermudiana wurde 1753 von Carl von Linné in Species Plantarum, Band 2, Seite 1039 erstbeschrieben. Robert P. Adams stellt diese Wacholderart in eine geographische Gruppe der „Wacholder der Karibik“. Synonyme für Juniperus bermudiana sind Juniperus oppositifolia Moench, Juniperus pyramidalis Salisb., Sabina bermudiana (L.) Antoine, Juniperus virginiana var. bermudiana (L.) Vasey.